# Rustam Valiulin
Rustam Abdėlsamatarič Valiunin (in bielorusso Рустам Абдэлсаматавіч Валіулін?; Ul'janovsk, 24 giugno 1976) è un ex biatleta bielorusso.

## Biografia

### Stagioni 1999-2005
Rustam Valiunin, attivo dalla stagione 1998-1999, ha esordito in Coppa del Mondo il 9 marzo 2000 a Lahti in individuale (61º), ai Campionati mondiali a Oslo/Lahti 2000, classificandosi 4º nella staffetta, e ai Giochi olimpici invernali a Salt Lake City 2002, piazzandosi 60º nell'individuale. In Coppa del Mondo ha ottenuto il primo podio il 16 marzo 2002 a Lahti in staffetta (3º) e la prima vittoria il 12 dicembre 2002 a Pokljuka nella medesima specialità; ai Mondiali di Chanty-Mansijsk 2003 ha vinto la medaglia di bronzo nella staffetta ed è stato 50º nell'individuale, 16º nella sprint, 20º nell'inseguimento e 24º nella partenza in linea.
Il 15 gennaio 2004 ha conquistato a Ruhpolding in staffetta l'ultima vittoria, nonché ultimo podio, in Coppa del Mondo e ai successivi Mondiali di Oberhof 2004 si è classificato 7º nell'individuale, 32º nella sprint, 23º nell'inseguimento, 23º nella partenza in linea e 4º nella staffetta; a quelli di Hochfilzen/Chanty-Mansijsk 2005 si è piazzato 18º nell'individuale, 19º nella sprint, 26º nell'inseguimento, 29º nella partenza in linea, 4º nella staffetta e 12º nella staffetta mista.

### Stagioni 2006-2013
Ai XX Giochi olimpici invernali di Torino 2006 è stato 46º nell'individuale, 24º nella sprint, 26º nell'inseguimento e 11º nella staffetta e ai successivi Mondiali di Pokljuka 2006 si è classificato 14º nella staffetta mista; ai Mondiali di Anterselva 2007 si è piazzato 48º nell'individuale, 40º nella sprint, 36º nell'inseguimento e 20º nella staffetta, a quelli di Östersund 2008 ha vinto la medaglia di bronzo nella staffetta mista ed è stato 8º nell'individuale, 45º nella sprint, 43º nell'inseguimento, 20º nella partenza in linea e 8º nella staffetta e a quelli di Pyeongchang 2009 si è classificato 27º nell'individuale, 52º nella sprint, 42º nell'inseguimento, 19º nella staffetta e 9º nella staffetta mista.
Ai XXI Giochi olimpici invernali di Vancouver 2010, sua ultima presenza olimpica, si è piazzato 47º nell'individuale, 42º nella sprint, 41º nell'inseguimento e 11º nella staffetta e ai successivi Mondiali di Chanty-Mansijsk 2010 è stato 9º nella staffetta mista. Ha preso per l'ultima volta il via in Coppa del Mondo il 20 gennaio 2011 ad Anterselva in sprint (44º) e ai successivi Mondiali di Chanty-Mansijsk 2011, suo congedo iridato, si è classificato 56º nell'individuale e 68º nella sprint; si è ritirato durante la stagione 2012-2013 e la sua ultima gara in carriera è stata l'inseguimento di IBU Cup disputato a Ostrov il 12 gennaio, chiuso da Valiulin al 44º posto.

## Palmarès

### Mondiali
- 2 medaglie:
  - 1 argento (staffetta mista[1] a Östersund 2008)
  - 1 bronzo (staffetta[1] a Chanty-Mansijsk 2003)

### Coppa del Mondo
- Miglior piazzamento in classifica generale: 30º nel 2009
- 7 podi (tutti a squadre), oltre a quelli ottenuti in sede iridata e validi anche ai fini della Coppa del Mondo:
  - 4 vittorie
  - 2 secondi posti
  - 1 terzo posto

#### Coppa del Mondo - vittorie
| Data             | Località           | Nazione         | Spec.                                                      |
| ---------------- | ------------------ | --------------- | ---------------------------------------------------------- |
| 12 dicembre 2002 | Pokljuka Östersund | Slovenia Svezia | RL (con Aljaksej Ajdaraŭ, Vladimir Dračëv e Aleh Ryžankoŭ) |
| 25 gennaio 2003  | Anterselva         | Italia          | RL (con Aljaksej Ajdaraŭ, Vladimir Dračëv e Aleh Ryžankoŭ) |
| 14 febbraio 2003 | Oslo Holmenkollen  | Norvegia        | RL (con Aljaksej Ajdaraŭ, Vladimir Dračëv e Aleh Ryžankoŭ) |
| 15 gennaio 2004  | Ruhpolding         | Germania        | RL (con Aljaksandr Syman, Vladimir Dračëv e Aleh Ryžankoŭ) |

Legenda:

RL = staffetta